# Europäische Judo-Union
Die Europäische Judo-Union (EJU) ist der Dachverband von 51 nationalen Judoverbänden und einer von fünf Kontinentalverbänden der International Judo Federation (IJF) mit Head Office in Wien, Österreich.

## Geschichte
Als Präsident der British Judo Association organisierte Gunji Koizumi 1948 ein Treffen der führenden Mitglieder der nationalen Judo-Gremien aus Großbritannien, Frankreich, Italien, den Niederlanden und der Schweiz, um die Europäische Judo Union (EJU) neu zu gründen. Zum Gründungspräsidenten wurde auf Vorschlag Koizumis der Europäer John Barnes gewählt. Als sich die europäischen Judo-Repräsentanten 1951 in London trafen, trat auch Österreich der EJU bei. 1951 veranstaltete die EJU die ersten Judo-Europameisterschaften und lud dazu als Ehrengäste auch führende Vertreter des Kodokan aus Japan ein. Die Bemühung der EJU um Anerkennung des Judo als olympische Disziplin kam damals zum ersten Mal zur Sprache. Der Verleger und Budō-Sportler 
Henry D. Plée schlug im Auftrag des französischen Verbandes und auf Wunsch Mikinosuke Kawaishis vor, eine Übersetzung des monatlich erscheinenden Magazins des Kodokans in Englisch und Französisch zu erstellen. Die EJU machte dieses Magazin zu einer offiziellen Publikation der EJU.
Die EJU besteht aus 51 nationalen Judoverbänden und ist einer der fünf Kontinentalverbände der Internationalen Judo-Föderation (IJF). Die administrative Organisation des Judos regelt sich nach einem Pyramidensystem mit der IJF als weltumspannender, höchster Ebene, der EJU, welche Europa abdeckt und den nationalen Judoverbänden, die für ihre jeweiligen Länder zuständig sind.

## Präsidenten der EJU
- John Barnes, 1948–1949
- Aldo Torti, 1949–1952
- Jacobus Nauwelaerts de Agé, 1952–1956
- Heinrich Frantzen, 1956–1959
- André J. Ertel, 1959–1984
- Kurt Kucera, 1984–1996
- Frans Hoogendijk, 1996–2000
- Marius Vizer, 2000–2007
- Sergey Soloveychik, 2007–2022
- Otto Kneitinger, 2022
- László Toth, 2022 – heute

## Veranstaltungen
Die Europäische Judo-Union veranstaltet die Judo-Europameisterschaften in den folgenden Klasse:
- Allgemeine Klasse
- U23
- Junioren
- Kadet
- Veteranen
- Kata
- Mixed Team
- European Club Championships
  - Champions League
  - Europa League